# محاولة اغتيال عبد الفتاح البرهان
في يوم 30 يوليو 2024، تعرّض الحاكم الفعلي للسودان ورئيس مجلس السيادة الانتقالي وقائد القوات المسلحة السودانية، الفريق أول عبد الفتاح البرهان، لمحاولة اغتيال باستخدام طائرات مسيّرة خلال حفل تخرّج عسكري في مدينة جبيت بولاية البحر الأحمر شرقي السودان. نجا البرهان من الهجوم.

## الخلفية
في 15 أبريل 2023، شنّت قوات الدعم السريع – وهي تشكيل شبه عسكري، قوة مقاتلة تُشبه الجيش في التسليح والتنظيم لكنها لا تتبع له رسميًّا، وتعمل غالبًا على هامش المؤسسة النظامية – هجماتٍ منسّقة ضد حكومة عبد الفتاح البرهان، ما أدّى إلى اندلاع الحرب الأهلية السودانية (2023–حتى الآن).
ظلّ البرهان محاصرًا داخل مقر القيادة العامة للقوات المسلحة في العاصمة الخرطوم حتى أغسطس 2023، حين نفّذت القوات المسلحة السودانية عمليةً نوعية – تستهدف هدفًا محدودًا عالي الأهمية – مكّنتها من إخلائه ونقله إلى بورتسودان.
ومنذئذ، اتّخذ البرهان من بورتسودان مقرًّا لقيادته؛ ونقطة التوجيه السيادي، فأصبحت عاصمة ولاية البحر المكان الذي تُدار منه شؤون الدولة زمن الحرب. وقد منح هذا الاختيار لبورتسودان دلالة رمزية مزدوجة: فهي من جهة تُصوّر كـ"العاصمة البديلة" بعد انهيار الخرطوم، ومن جهة أخرى، تُمثّل قاعدة بحرية آمنة ترتبط بشريان إمداد خارجي محتمل عبر البحر الأحمر، ما يُفسّر تصاعد أهميتها الجيوسياسية في خضمّ النزاع.

## الهجوم
كان الفريق أول عبد الفتاح البرهان يحضر مراسم إحتفال رسمي بتخرّج دفعة عسكرية في قاعدةٍ تابعة للجيش في منطقة جبيت بولاية البحر الأحمر. وبعد لحظات من انتهاء فعالية الحفل، ضربت طائرتان بدون طيار المجمّع العسكري، ما أسفر عن مقتل خمسة أشخاص وإصابة عددٍ آخر.
كان القتلى اثنين من حرّاس البرهان الشخصيين وثلاثة من الخرجيين العسكريين.
إعتقد المحللون أن العملية كانت محاولة تصفية سيادية تستهدف رأس الدولة الممثل في البرهان الذي نجا وتم إجلاءه من المكان.
ووفقًا لما صرّح به المتحدث باسم القوات المسلحة نبيل عبد الله، فإنّ البرهان لم يُصَب بأي أذى.

## السياق السياسي المباشر
جاءت محاولة الاغتيال بعد يومٍ واحدٍ فقط من إعلان وزارة الخارجية السودانية عزمها الانخراط في محادثات جدية مع قوات الدعم السريع في سويسرا خلال أغسطس 2024.
من جهتها، أعلنت قوات الدعم السريع أنّها منفتحة على التفاوض مع المجلس العسكري، غير أنّها تشترط استبعاد الإسلاميين من أجهزة الخدمة المدنية. لفت مراقبون كذلك إلى أنه لم توجه أي دعوة إلى كل الفصائل المسلحة الدارفورية مثل حركة العدل المساواة أو فصائل متمرّدة رئيسية مثل الحركة الشعبية لتحرير السودان–شمال .
وَرغم إعلان الجيش أنّ «طائراتٍ مُسيّرة معادية» نفّذت الضربة، لم تتبنَّ أية جهةٍ المسؤولية، فيما نفت قوات الدعم السريع ضلوعها في الهجوم، ما أضفى غلالة من الشك حول الفاعل الحقيقي. وتشير برقية لوكالة «رويترز» إلى أنّ الهجوم جزءٌ من سلسلة ضربات بطائرات بدون طيّار استهدفت مواقع خلف خطوط التماس، من دون إعلان رسمي من أي طرف، وهو ما دفع محلّلين عسكريين إلى الشك في دقة الرواية الحكومية التي حمّلت خصومها المسؤولية على الفور. ويذهب بعض المراقبين إلى أنّ التوقيت—عشية محادثات سويسرا التي ترعاها وساطة دولية—قد يُفسَّر كمحاولة لتعطيل المسار التفاوضي، أو لتوفير مبرِّر تشدد تفاوضي لموقف الجيش.
وتُظهر بيانات منظمة ACLED أن معظم هجمات الدرون المنسوبة للـRSF تركزت في الخرطوم ومروي وولايات النيل، لا في البحر الأحمر؛ ما غذّى تكهنات بأن عملية جبيت قد تحمل بصمة تقنية مختلفة أو ضلوع جهة ثالثة قادرة على تشغيل «درون انتحارية» بعيدة المدى. ويُلاحظ أيضاً تضارُب الأرقام الأولية عن الخسائر بين بيانات الجيش وتقارير وسائل الإعلام المحلية، إضافةً إلى غياب صور حطام الدرون أو مقاطع فيديو موثَّقة من موقع الضربة، ما جعل بعض الصحفيين يصفون الحادثة بأنّها «دعاية حربية» قد تهدف إلى شدّ أزر المقاتلين ورفع معنوياتهم في وجه انتكاسات ميدانية. وفي تحليل نشره «معهد دراسات الأمن الأفريقي» نبّه خبراء إلى أنّ الفشل في تحديد نوع المسيّرتين أو مصدرهما يجعل الفرضية المتداولة عن «هجوم معادٍ خارجي» مفتوحة على احتمال «عملية راية زائفة» (false flag) يَستخدمها طرف داخلي لخلط الأوراق وإعادة ترتيب الأولويات العسكرية وتوزيع النفوذ ومقاعد السلطة.

## النتائج والتداعيات
عقب محاولة الاغتيال، اعتلى البرهان منصة الحفل، متحديًا آثار الهجوم، وأعلن أمام الحضور: «لن نتراجع، لن نستسلم، ولن نتفاوض»؛ في إشارة مباشرة إلى رفضه الجلوس مع قوات الدعم السريع. ما أدى رسميا إلى تعليق مسار جنيف بينما سارعت قوات الدعم السريع إلى تكرار استعدادها للتفاوض، شريطة استبعاد كوادر الحركة الإسلامية من وفد الحكومة، ما عمّق الفجوة بين الطرفين. اعتبر محلّلون في معهد دراسات الأمن الأفريقي أنّ إظهار البرهان على قيد الحياة بعد الهجوم مباشرة، وجولته اللاحقة بين الوحدات العسكرية، يهدفان إلى تثبيط أي محاولات انقلاب داخلي أو تمرد من ضباط وسطيين كانوا يُراهنون على فراغ مفاجئ في رأس السلطة.